# Hombre Púrpura
El Hombre Púrpura, El Hombre Morado o El Hombre Violeta también conocido como Vlascko (nombre real Zebediah Killgrave) (Ingles Purple-Man) (Ingles Violet-Man) es un personaje Croata, un supervillano que aparece en los cómics estadounidenses publicados por Marvel Comics. Creado por el escritor Stan Lee y el artista Joe Orlando, apareció por primera vez en Daredevil # 4 (octubre de 1964). Su cuerpo produce feromonas que le permiten controlar verbalmente las acciones de los demás. Inicialmente un enemigo recurrente de Daredevil, en la década de 2000 se convirtió en el archienemigo de Jessica Jones.
Una versión modificada del personaje fue interpretado por David Tennant en las temporadas 1 y 2 del Universo Cinematográfico de Marvel para la serie de Netflix Jessica Jones (2015-2019). Interpretación por la cual Tennant recibió elogios de la crítica y el personaje fue incluido en la revista Rolling Stone' lista de los "40 s Los villanos de TV más importantes de todos los tiempos".

## Historial de publicación
Hombre Púrpura apareció por primera vez en Daredevil # 4 (noviembre de 1964) y fue creado por el escritor Stan Lee y el artista Joe Orlando.

## Biografía del personaje ficticio
El Dr. Zebediah Killgrave nació en Rijeka, Croacia. Como médico convertido en espía internacional, fue enviado a infiltrarse en una refinería química. Durante la misión, fue rociado accidentalmente con un producto químico que volvió púrpura su cabello y piel. Atrapado rápidamente e interrogado, Killgrave ofreció una débil e inadecuada coartada a sus captores. Para su sorpresa, le creyeron y fue liberado. Varios más incidentes de esta naturaleza demostraron que el gas nervioso le había dado a Killgrave la habilidad sobrehumana de comandar las voluntades de otras personas. Llamándose a sí mismo el Hombre Púrpura, Killgrave se embarcó en una carrera delictiva, donde fue en gran parte un villano temerario, luchando contra el Hombre sin miedo al principio de su carrera y siendo encarcelado en una celda especial diseñada para amortiguar sus poderes, hasta que escapó y se mudó a San Francisco, construyendo una pequeña empresa criminal durante dos años, solo para que Daredevil lo derrocara cuando él y Viuda Negra se mudaron a la ciudad.
Al principio de su carrera criminal, utilizó sus poderes de control mental para obligar a una mujer a convertirse en su esposa. Antes de que ella se recuperara y lo dejara, ella quedó embarazada de su hija, Kara Killgrave, por una violación. Kara heredó su decoloración y poderes y se convirtió en la superheroína afiliada a Alpha Flight llamada la Chica Púrpura, y más tarde Persuasión.
El personaje desapareció en gran parte de las aventuras de Daredevil en los años 1980. Él hizo un par de apariciones en el Universo Marvel, sobre todo en la novela gráfica Emperor Doom. Doom utiliza a Killgrave para alimentar una máquina llamada "psico-prisma" que le permitió controlar todas las mentes de todos en la Tierra (Doom es inmune a los poderes de Killgrave, debido a su increíble fuerza de voluntad). El Hombre Maravilla logra escapar del efecto de control mental por haber pasado tiempo en un tanque de privación sensorial. El Hombre Maravilla rompe las retenciones de Doom por varios colegas Vengadores seleccionados. Un enfurecido Hombre Submarino rompe el dispositivo, lo que resulta en la muerte aparente de Killgrave, aunque sobrevive de alguna manera.
Más tarde reapareció en las páginas de X-Men, como la mente maestra detrás del ascenso de Nate Grey al estado de super-celebridad como un hacedor de milagros en Nueva York. Él había estado manipulando sutilmente a la población de Manhattan y al propio Nate para que acepten y abracen al joven exilio de la historia "Era de Apocalipsis", como una figura mesiánica moderna, que luego se volvió tan poderoso psicológicamente por el culto al héroe que podía y, literalmente, cambiaría la realidad del mundo usando todo el potencial de su poder mutante. El plan al final falla cuando Nate descubre la verdad y pierde su confianza, lo que reduce su poder. Killgrave va una vez más a la clandestinidad.
Como se detalla en la serie Alias, el Hombre Púrpura se reveló que está vinculado a la historia de Jessica Jones. Cuando era la superheroína Joya, él usó sus poderes de control mental para someterla, obligándola a vivir con él mientras la torturaba psicológicamente durante varios meses. En última instancia, la envía a matar a Daredevil. El incidente con Hombre Púrpura la deja tan traumatizada que deja atrás su vida de superhéroe y se convierte en investigadora privada. Más tarde, el Hombre Púrpura vuelve a escapar e intenta controlar a Jessica para matar a los Vengadores, pero ella puede resistirse y lo noquea. Más tarde, Daredevil encarcela al Hombre Púrpura en La Balsa, una cárcel diseñada para criminales con superpoderes.
Sin embargo, él escapa brevemente, cuando Electro crea una revuelta en la Balsa. El Hombre Púrpura intenta aprovechar la oportunidad de controlar la mente de Luke Cage para que mate a los que pronto serán los Vengadores y amenaza a Jones, que está embarazada del hijo de Cage. Desconocido para el Hombre Púrpura, se habían puesto drogas en su comida para negar sus poderes durante su encarcelamiento, por lo que no puede controlar a Cage, quien posteriormente lo golpea hasta convertirlo en pulpa en respuesta a sus demandas.
Más tarde, el Hombre Púrpura regresó poco antes (y durante) de la historia "House of M" y manipuló a los Thunderbolts, mientras es manipulado por el Barón Zemo, lo manipulaba a sí mismo, quien usó las piedras lunares que había adquirido recientemente para liberar a Killgrave de la prisión, dejando una ilusión en su lugar para que las autoridades no se enteraran de su fuga. Con sus feromonas distribuidas a través del sistema de agua de la ciudad de Nueva York y las piedras lunares de Zemo utilizadas para proyectar su voz donde sea necesario, el Hombre Púrpura esclavizó a toda la ciudad. Bajo la dirección de Zemo, utilizó a los superhumanos de la ciudad como su ejército personal para atacar a los Thunderbolts, a quienes había trabajado para enfrentarlos entre sí. Finalmente, fue derrotado por el miembro de Thunderbolts, Genis-Vell, después de lo cual Zemo teletransportó al Hombre Púrpura y lo torturó por su fracaso antes de enviarlo de regreso a prisión una vez más.
Durante el crossover "Scared Straight" entre Thunderbolts y Avengers Academy, se revela que el Hombre Púrpura está encarcelado en la Penitenciaría de Máxima Seguridad de la Balsa, como Tigra le advierte a sus alumnos de la Academia que no lo miren a la cara o le lean los labios. Durante un posterior apagón causadó por el miembro de la Academia Hazmat, el Hombre Púrpura, al frente de un pequeño grupo de reclusos mentalmente controlados, cruza de nuevo su camino con un Luke Cage solitario, ahora supervisor de un equipo de Thunderbolts integrado por prisioneros de la Balsa. Sin embargo, Cage reduce el trabajo del Hombre Púrpura y sus "reclutas", revelando que los nanos que mantienen el control sobre sus Thunderbolts también lo protegen de la influencia de Killgrave.
Durante la historia "Fear Itself", El Hombre Púrpura y la mayoría de los reclusos son liberados después de que la Balsa queda muy dañada por la transformación de Juggernaut en Kurrth: el Destructor de Piedras y el daño posterior causado por la fuga de Kurrth. Antes de escapar de la Balsa, el Hombre Púrpura intenta matar a un Amo de las Marionetas en estado de coma en la enfermería de la prisión, y hace declaraciones indicando que él estaba detrás del Amo de las Marionetas manipulando a la organización de Héroes de Alquiler de Misty Knight, utilizándolos para establecer una organización criminal por poder en la cárcel. Los operativos de Héroes de Alquiler Elektra y la Mortaja le impidieron matar al Amo de las Marionetas, pero Killgrave ataca a los dos con una turba de reclusos mentalmente controlados en un frenesí. Cuando los héroes se defienden del asalto, el Hombre Púrpura cambia de táctica y los vuelve uno contra el otro. Posteriormente, escapa de la Balsa por el río Hudson.
El Hombre Púrpura más tarde comenzó a formar un nuevo imperio criminal con la ayuda de Avalancha, Headhunter, Conmocionador, un nuevo Rondador de la Muerte, y un nuevo Plaga.
Durante la época de Daredevil en San Francisco después de la exposición de su identidad secreta, se encontró con los hijos del Hombre Púrpura, que habían heredado los poderes de su padre. Después de que Matt salvó a los niños de una mafia y de su padre, usan una máquina que su padre había creado para mejorar sus poderes para aumentar los suyos y borrar el conocimiento del mundo de la identidad de Matt como Daredevil.
Finalmente, después de localizar a Jessica Jones y tomar el control de Carol Danvers, Hombre Púrpura es asesinado por una herida de bala y su cuerpo arrojado al sol. Más tarde elos descubren que Danvers estaba siendo controlado mentalmente y no arrojó a nadie al sol; su hijo Benjamín, que tiene poderes similares, rescató y revivió su cuerpo.
Mientras Killgrave es asesinado por Fisk en sus cruzadas para prohibir a los superhéroes en un intento de expandir sus imperios criminales durante Devil's Reign, los Niños Púrpuras huyen de Fisk para asegurarse de que nunca use sus poderes mentales a la fuerza, y finalmente ser salvado por un paso por May Parker.

## Poderes y habilidades
El cuerpo del Hombre Púrpura produce feromónas químicas que, cuando se inhalan o absorben a través de la piel, permiten que Killgrave controle las acciones de los demás, siempre que esté físicamente presente. Estas habilidades pueden abrumar a la mayoría, pero las personas de voluntad suficientemente fuerte, como el Doctor Doom y Kingpin, han podido resistir su influencia, y Daredevil ha podido resistir a Killgrave ya que los poderes dependen de la manipulación sensorial completa, la ceguera de Daredevil obstaculiza la cantidad de entrada recibe y le facilita resistirse a lo que recoge. Caballero Luna derrotó al Hombre Púrpura usando tapones para los oídos que le impedían escuchar las órdenes del villano; él, Daredevil y otros héroes amordazaron al Hombre Púrpura antes de entregarlo a la policía para evitar que ordene a otros.

## Otras versiones

### Marvel 1602
En el futuro alternativo de la serie Marvel 1602, Killgrave se convierte en presidente vitalicio de los Estados Unidos, usando sus poderes para permanecer en el cargo durante décadas. El Capitán América, Daredevil, y Spider-Man luchan contra el gobierno y son derrotados. Mientras Daredevil y Spider-Man son ejecutados, el Capitán América recibe un tiro en la cabeza y lo regresan en el tiempo para evitar que sus restos se conviertan en un símbolo para cualquier resistencia restante. Él termina en 1587, aunque su presencia en ese momento provoca una alteración de la realidad que crea la línea temporal Marvel 1602.

### "House of M"
En la línea temporal alterna vista en la historia "House of M" creada por la Bruja Escarlata, Zebediah Killgrave (apodado "Zeb") es un humano sin poderes que trabaja como un cabildero para el gobierno controlado por mutantes, pero en secreto es un agente de la Resistencia Humana.

## En otros medios

### Televisión
- Zebediah Killgrave apareció en la serie animada X-Men episodio "Ningún mutante es una isla", con la voz de Cedric Smith. En este episodio, él no utiliza el alias de "Hombre Púrpura" y de hecho utiliza una crema para la cara para ocultar su tez de color púrpura en público. Se le representa como un mutante telepático terrorista posando como un filántropo que planea apoderarse del gobierno usando un grupo de jóvenes mutantes (que consiste en Desliza, Boom Boom, Rusty Collins y Wiz Kid) bajo su control mental. Al final, Cíclope se interpone en su camino y finalmente lo derrota.
- El Hombre Púrpura aparece en la serie animada The Avengers: Earth's Mightiest Heroes, con la voz de Brent Spiner. Se le muestra escapando de la Balsa, junto con otros villanos encarcelados allí. En "Emperador Stark", el Hombre Púrpura se revela como el cerebro detrás de los Vengadores convirtiéndose en tiranos que controlan al mundo dentro de un mes al controlar a Iron Man después de una derrota, y manipularlo para que desarrolle un satélite que podría extender sus poderes de control mental a los otros Vengadores. Sólo Visión es inmune cuando queda en autorreparación, y logra salvar a los otros Vengadores del control. Tras destruir el satélite del Hombre Púrpura, los Vengadores se reúnen en Industrias Stark y derrotan al villano, y con Iron Man, al que le recuerdan las burlas del Hombre Púrpura, noqueándolo con un golpe de dedo en su cara.
- Kilgrave es el principal antagonista de la temporada 1 de Jessica Jones, interpretado por David Tennant como adulto[27] mientras que la aparición de su hijo fue representada por James Freedson-Jackson. Tiene varias diferencias con el personaje de cómic. En lugar de la piel púrpura de los cómics, esta versión usa ropa púrpura y su nombre real es Kevin Thompson. No secreta feromonas, pero infecta a las personas que lo rodean con un virus para controlarlas. A diferencia de su contraparte de cómic, esta versión de Kilgrave puede controlar a cualquier número de personas simplemente dando órdenes orales y puede ordenar a cualquier persona que haga lo que él le diga sin estar físicamente presente. Sin embargo, sus órdenes solo se pueden seguir dentro de un día antes de que desaparezca. Sus poderes provinieron de los experimentos realizados por sus padres científicos, Louise y Albert Thompson.[28] Desde que la usó para matar a Reva Connors, Kilgrave ha estado obsesionada con Jessica mientras él la tenía bajo su control y pasó la primera temporada del programa tratando de demostrarle su amor creando un caos para que ella lo resolviera.[29] En el final de la temporada, Jessica mata a Kilgrave chasqueando el cuello. Jeri Hogarth más tarde la exonera por este asesinato al convencer al jurado de que Kilgrave, es culpable de culpa, la había controlado para que lo hiciera.[30] En 2016, Rolling Stone lo clasificó como el número 40 de sus "40 villanos de televisión más grandes de todos los tiempos".[31] En la temporada 2, Kilgrave reaparece como una alucinación después de que Jessica mata accidentalmente a Dale Holiday, un sádico guardia de la prisión y asesino en serie que había estado torturando a la madre de Jessica en la cárcel. Kilgrave, manifestando la culpa de Jessica, se burla repetidamente de ella por el acto. Sin embargo, cuando Jessica decide ahorrarle a Karl Malus, la alucinación de Kilgrave desaparece.[32][33] David Tennant regresa en la temporada 3 al expresar su personaje. La escena se realizó en luz púrpura.[34]
- Aunque Kilgrave no aparece en Luke Cage, se menciona repetidamente en toda Nueva York por los rumores y sus antiguas víctimas por igual, con Pop y Claire hablando de él cuando Jessica tuvo que detener a un Luke controlado por Kilgrave disparándole con una escopeta. Más tarde, Mariah Dillard menciona la muerte de Kilgrave en su mitin en el Paraíso de Harlem cuando ella y Willis "Diamondback" Stryker están presionando sus planes para armar a la policía de Nueva York con las balas de Judas.